# Eagle Harbor
Eagle Harbor és una població dels Estats Units a l'estat de Maryland. Segons el cens del 2000 tenia 55 habitants.

## Demografia
Segons el cens del 2000 Eagle Harbor tenia 55 habitants, 24 habitatges, i 15 famílies. La densitat de població era de 177 habitants/km².
Dels 24 habitatges en un 16,7% hi vivien nens de menys de 18 anys, en un 29,2% hi vivien parelles casades, en un 29,2% dones solteres, i en un 37,5% no eren unitats familiars. En el 37,5% dels habitatges hi vivien persones soles el 20,8% de les quals corresponia a persones de 65 anys o més que vivien soles. El nombre mitjà de persones vivint en cada habitatge era de 2,29 i el nombre mitjà de persones que vivien en cada família era de 3.
Per edats la població es repartia de la següent manera: un 21,8% tenia menys de 18 anys, un 5,5% entre 18 i 24, un 20% entre 25 i 44, un 36,4% de 45 a 60 i un 16,4% 65 anys o més.
L'edat mediana era de 46 anys. Per cada 100 dones de 18 o més anys hi havia 79,2 homes.
La renda mediana per habitatge era de 58.750 $ i la renda mediana per família de 65.625 $. Els homes tenien una renda mediana de 80.138 $ mentre que les dones 20.417 $. La renda per capita de la població era de 16.255 $. Entorn del 15,4% de les famílies i el 22,4% de la població estaven per davall del llindar de pobresa.

## Poblacions properes
El següent diagrama mostra les poblacions més properes.